# 孔慶慇
孔慶慇（Marco，1979年3月8日—），香港商業電台主持。

## 經歷
孔慶慇早年入讀長洲國民學校，聖若瑟書院及香港華仁書院。曾任香港商業電台DJ，主持《森美移動》及《兄弟做野》。後來離職往美國威斯康辛州升學。
孔慶慇亦有參與音樂創作，代表作劉德華《鴿子情緣》為903廣播劇《鴿子園》主題曲，獲得2001年度叱咤樂壇流行榜頒獎典禮專業推介．叱咤十大第四位。
2006年返香港後於唱片公司任職，又為商業電台星期六足球節目《一腳踢》主持，其後辭職，出任紅牛能量飲料高層。
2013年，孔慶慇獲邀商業電台回歸主持叱咤903新節目《皇牌出場》，與馬啓仁(Keyman)、鍾國雄一同主持。
2018年4月，孔慶慇獲邀同森美、小儀主持《早霸王》，首日開咪被森美刻意安排遲半小時進入直播室造成「壓軸出場」效果。同年5月開始，正式跟森美及小儀主持《早霸王》。
往後孔慶慇多以幽默風格主持電台《早霸王》節目，與森美、小儀笑料百出，而且深受聽眾歡迎。
2023年3月，孔慶慇正式離開《早霸王》，但仍繼續主持《皇牌出場》。
孔慶慇嘅電台師父係叱咤903節目監製朱穗傑（傑傑），孔慶慇嘅主持風格都好大程度受其影響。孔慶慇雖然經常在節目中調侃傑傑，但森美表示其實孔慶慇心中非常感激和敬重其師父所教導的一切。

## 相關創作
- 劉德華 - 鴿子情緣
- 楊千嬅 - 金曲當年情
- 森美移動 - 片尾歌
- 官恩娜 - 簡單美

## 相關題目
孔子家族

## 外部連結
- Marco｜DJ主持｜商業電台881903.com （页面存档备份，存于）